# Stazione di Kozukue
La stazione di Kozukue (小机駅?, Kozukue-eki) è una stazione ferroviaria della città giapponese di Yokohama, nella prefettura di Kanagawa in Giappone. Si trova nel quartiere di Kōhoku-ku ed è servita dalla linea Yokohama della JR East.

## Linee
- East Japan Railway Company
- ■ Linea Yokohama

## Struttura
La stazione di Kozukue è realizzata in superficie con un marciapiede a isola centrale e uno laterale serventi tre binari.
| 1 | ■ Linea Yokohama |  | per Machida, Hashimoto, e Hachiōji                      |
| 2 | ■ Linea Yokohama |  | per Shin-Yokohama, Higashi-Kanagawa, Machida e Hachiōji |
| 3 | ■ Linea Yokohama |  | per Shin-Yokohama, Higashi-Kanagawa, Yokohama e Isogo   |

## Stazioni adiacenti
| «                   | Servizio       | »              |
| Linea Yokohama      | Linea Yokohama | Linea Yokohama |
| ------------------- | -------------- | -------------- |
| Shin-Yokohama       | Locale         | Kamoi          |
| Il rapido non ferma |                |                |